# Kawela Bay
Kawela Bay és una concentració de població designada pel cens dels Estats Units a l'estat de Hawaii. Segons el cens del 2000 tenia 410 habitants.

## Demografia
Segons el cens del 2000, Kawela Bay tenia 410 habitants, 189 habitatges, i 113 famílies La densitat de població era de 270,7 habitants per km².
Dels 189 habitatges en un 21,7% hi vivien nens de menys de 18 anys, en un 47,1% hi vivien parelles casades, en un 9,5% dones solteres, i en un 40,2% no eren unitats familiars. En el 29,1% dels habitatges hi vivien persones soles el 6,9% de les quals corresponia a persones de 65 anys o més que vivien soles. El nombre mitjà de persones vivint en cada habitatge era de 2,17 i el nombre mitjà de persones que vivien en cada família era de 2,65.
Per edats la població es repartia de la següent manera: un 17,1% tenia menys de 18 anys, un 8,2% entre 18 i 24, un 28,3% entre 25 i 44, un 35,4% de 45 a 64 i un 11,0% 65 anys o més.
L'edat mediana era de 42,0 anys. Per cada 100 dones hi havia 114,66 homes. Per cada 100 dones de 18 o més anys hi havia 109,88 homes.
La renda mediana per habitatge era de 49.167 $ i la renda mediana per família de 58.125 $. Els homes tenien una renda mediana de 35.938 $ mentre que les dones 36.625 $. La renda per capita de la població era de 28.481 $. Aproximadament el 10,1% de les famílies i l'11,4% de la població estaven per davall del llindar de pobresa.

## Poblacions més properes
El següent diagrama mostra les poblacions més properes.